# 库里泡
库里泡是位于中国黑龙江省大庆市的一个湖泊，地处松嫩平原湖区。面积约为81平方公里，平均水深约为1米。它的入湖河流安肇新河承载着大庆市城镇生活和工业污水，使得库里泡的水质受到一定程度的影响。

## 气候
由于地处寒冷地区，库里泡的年平均气温在2.2-4.4摄氏度之间，冰封期从11月持续至次年4月。

## 土地利用
库里泡周边的土地利用类型以耕地为主，其次是草场和沼泽湿地。在周边地区还零散分布着一些村落和民居。